# Rhopalomastix
Rhopalomastix é um gênero de insetos, pertencente a família Formicidae.

## Espécies
- Rhopalomastix escherichi Forel, 1911
- Rhopalomastix janeti Donisthorpe, 1936
- Rhopalomastix mazu Terayama, 2009
- Rhopalomastix omotoensis Terayama, 1996
- Rhopalomastix rothneyi Forel, 1900
- Rhopalomastix umbracapita Xu, 1999